# Meisterbauer der genossenschaftlichen Produktion
Meisterbauer der genossenschaftlichen Produktion war eine staatliche Auszeichnung  der Deutschen Demokratischen Republik (DDR), welche in Form eines Ehrentitels mit Urkunde und einer tragbaren Medaille verliehen wurde. 

## Beschreibung
Gestiftet wurde der Titel am 28. April 1960 und war Nachfolger des zuvor verliehenen Ehrentitels Meisterbauer. Seine Verleihung erfolgte für besondere Leistungen im sozialistischen Wettbewerb der Landwirtschaft in der DDR, in erster Linie für die Steigerung der Produktion in diesem Bereich. Die Anzahl der Höchstverleihungen war von 1960 bis 1963 auf 300 und ab 1964 auf 600 Ehrentitel jährlich begrenzt. Mit dem Titel wurden üblicherweise eine Urkunde und eine Prämie ausgehändigt. Am 31. Dezember 1977 wurde auch dieser Titel eingestellt, Nachfolger wurde der neue Ehrentitel Verdienter Genossenschaftsbauer der Deutschen Demokratischen Republik.

## Medaille zum Ehrentitel

### Aussehen
Die bronzene Medaille mit einem Durchmesser von 31,5 mm zeigt auf ihren Avers mittig drei Ähren die einen dahinter liegenden Hammer teilweise verdecken. Um einen kleinen anschließenden Ring ist das Symbol von der Umschrift: MEISTERBAUER DER GENOSSENSCHAFTLICHEN PRODUKTION getrennt. Das Revers der Medaille zeigt dagegen die etwas nach oben versetzte fliegende Friedenstaube.

### Trageweise
Getragen wurde die Medaille auf der linken oberen Brustseite an einem 23 × 10 mm grün bezogenen Ordensband, welches mittig senkrecht von einem 4,5 mm breiten Mittelstreifen durchzogen ist, der in der Reihenfolge Schwarz-rot-Gold-Rot-Schwarz gehalten ist. Die Interimsspange ist von gleicher Beschaffenheit.